# Штурм (спецподразделение)
Отдел специального назначения «Штурм» (до 1999 года отряд специального назначения «Штурм») — спецподразделение Управления Федеральной службы исполнения наказаний России по Ярославской области.

## Образование
13 ноября 1990 года в соответствии с приказом МВД СССР были образованы отряды специального назначения, предназначенные для предотвращения и пресечения любых преступлений и правонарушений в местах лишения свободы и на объектах уголовно-исполнительной системы. В то время в стране был разгул преступности как в местах лишения свободы, так и за их пределами. Приказом УВД № 441 от 28 декабря 1990 года при Службе исправительных дел и социальной реабилитации УВД Ярославского облисполкома был образован отряд специального назначения, а официальной датой формирования отряда считается 19 августа 1991 года. Отряд позже вошёл в ГУИН Министерства юстиции Российской Федерации. В январе 1999 года отряд был преобразован в отдел специального назначения и получил название «Штурм».
Отдел специального назначения «Штурм» занимается пресечением и ликвидацией массовых беспорядков, организуемых осуждёнными и заключёнными под стражу лицами; освобождением захваченных в заложники лиц; поиском и задержанием бежавших из мест лишения свободы и изоляторов лиц и т.д. Также отряд проводит работу по недопущению попадания в утверждения уголовно-исполнительной системы запрещённых предметов, обеспечивает безопасность сотрудников уголовно-исполнительной системы и занимается ликвидацией последствий чрезвычайных ситуаций природного и техногенного (экологического) характера.

## Деятельность
С 1991 по 1994 годы сотрудники отдела участвовали в пресечении беспорядков в местах лишения свободы и задержании беглых заключённых. Осенью 1993 года они отправлялись в служебную командировку в Москву. Личный состав «Штурма» 12 раз отправлялся в служебные командировки во время боевых действий на Северном Кавказе. Так, в декабре 1994 года 10 сотрудников отряда отправились в командировку в Чечню и участвовали в штурме Грозного. Также они участвовали в спецоперациях по выявлению и задержанию чеченских террористов, обнаружению схронов и тайников с оружием и боеприпасами, а также занимались совместными мероприятиями с другими спецслужбами. Известно, что бойцы отдела «Штурм» участвовали в освобождениях населённых пунктов Серноводск, Самашки и Старый Ачхой от сил Чеченской Республики Ичкерия; совместно с силами внутренних войск МВД России осуществляли проверку паспортного режима в Шаами-Юрт, Валерик, Лермонтово-Юрт и Ассинская; осуществляли охрану коменданта и прокурора Гудермеского района Чеченской Республики, представителей Правительства РФ и ОБСЕ.
В октябре 2001 года сотрудники отдела обеспечивали безопасность проведения совещания министров юстиции стран Европы в Москве, а с ноября по декабрь того же года — безопасность проведения судебного процесса над Салманом Радуевым в Махачкале. В октябре 2005 года они участвовали в ликвидации последствий нападения террористов на Нальчик. Очередная командировка отряда на Северный Кавказ состоялась 17 июля 2006 года, когда 20 человек до августа 2006 года отправились в Нальчик в связи со сложной оперативной обстановкой.

## Личный состав
В составе отдела несут службу около 40 сотрудников младшего, среднего и старшего начальствующего состава. При отборе предпочтение отдаётся тем, кто проходил службу в вооружённых силах, имеет среднее специальное или высшее образование, обладает идеальным здоровьем, хорошей физической формой и устойчивой психикой. Наличие спортивных достижений приветствуется. Особое внимание уделяется боевой, физической и тактико-специальной подготовке. Среди бойцов спецназа есть мастера спорта и кандидаты в мастера спорта по боевым единоборствам, в том числе призёры европейских соревнований. В частности, в отряде на 2020 год служил человек, имевший одновременно звания КМС по боксу, МС по рукопашному бою и МС по комплексному единоборству.
В марте 1996 года 6 сотрудников отряда получили ранения различной степени тяжести, но при этом «Штурм» за все годы командировок не потерял ни одного бойца. Бойцы отмечены рядом наград:
- 7 человек — орден Мужества
- 6 человек — медаль ордена «За заслуги перед Отечеством»
- 29 человек — медаль «За отвагу»
- 10 человек — медаль Суворова
- 8 человек — медаль «За отличие в охране общественного порядка»

Все сотрудники отдела отмечены также ведомственными наградами Министерства юстиции и МВД России, а в 2000 году отряду была объявлена благодарность Президентом России за самоотверженность и отвагу, проявленные при защите Отечества. В 2019 году один боец «Штурма» успешно сдал экзамен на краповый берет в Мордовии (всего сдало экзамены 7 человек).

## Снаряжение
На вооружении отряда находится специальный автомобиль «Выстрел» для мобильного передвижения и разрушения преград, созданных на пути. По данным УФСИН России по Ярославской обласи, максимальная скорость передвижения «Выстрела» составляет 120 км/ч, снаряженная масса достигает 12 т.

## Воспитательная работа
Бойцы отряда регулярно проводят уроки мужества в школах Ярославля. С 1998 года под покровительством отдела специального назначения «Штурм» существует отряд «Юный спецназовец», руководителем которого стал инструктор по кудо Дмитрий Павлов. К 2008 году количество членов отряда «Юный спецназовец» выросло с 6 до 25, среди его воспитанников были два чемпиона России по карате. Этот отряд участвует в выступлениях на районных, городских и областных военно-патриотических мероприятиях.

## Командиры
- Михаил Коновалов — подполковник внутренней службы (1991—?), первый командир отряда[1]
- Дмитрий Некрасов — полковник внутренней службы, командир отряда на 2020 год (проработал более 22 лет в уголовно-исполнительной системе, руководил на тот момент отделом более 7 лет)[1]